# Криуши (Московская область)
Криуши — посёлок сельского типа в Одинцовском районе Московской области России. Входит в состав сельского поселения Никольское. Население 5 человек на 2006 год, в посёлке числятся 2 садовых товарищества. До 2006 года посёлок входил в состав Никольского сельского округа.
Посёлок расположен на юго-западе района, в 5 км к северу от города Кубинка, по левому берегу подмосковной Сетуни, высота центра над уровнем моря 170 м. Возник в годы Столыпинской реформы, около 1911 года, в связи с выходом крестьян на хутора. По Всесоюзной переписи 17 декабря 1926 года в Криушах числилось 16 хозяйств и 46 жителей, по переписи 1989 года — 7 хозяйств и 9 жителей.